# Макоев, Гоча Гедеванович
Го́ча Гедева́нович Мако́ев (осет. Макъоты Гедеваны фырт Гоча; род. 29 июня 1970) — советский и российский борец вольного стиля, двукратный обладатель Кубка мира (1990, 1992), чемпион России (1992) и призёр чемпионата Европы (1993). Мастер спорта международного класса по вольной борьбе.

## Биография
Родился 29 июня 1970 года. В 1989 году стал победителем международного турнира «Мемориал Роже Кулона», а на чемпионате Европы в Анкаре стал пятым. В 1990 году стал обладателем Кубка мира в Толидо. В 1991 году стал вторым на летней Спартакиаде народов СССР в Запорожье. В 1992 году становится чемпионом России в Санкт-Петербурге и победителем Кубка мира в командном зачёте в Москве. В 1993 году становится бронзовым призёром чемпионата Европы в Стамбуле и серебряным призёром чемпионата России в Москве.
На данный момент работает тренером во Дворце борьбы имени Ивана Ярыгина.
Проживает в городе Химки со своей семьей.

## Спортивные достижения
- Чемпион России в Санкт-Петербурге (1992)
- Двукратный обладатель Кубка мира (1990, 1992)
- Победитель международного турнира «Мемориал Роже Кулона» (1989)[2]